# Pierre Beauchamp
Pierre Beauchamp (také Beauchamps, zvaný Charles nebo Charles-Louis Beauchamp) (30. října 1631 Versailles – únor 1705 Paříž) byl francouzský choreograf, tanečník, hudební skladatel a pravděpodobný vynálezce Beauchamp-Feuilletovy notace.

## Život
Pierre se narodil do rodiny tanečních mistrů (maîtres de danse) ve Versailles, v departementu Yvelines. Debutoval na dvoře krále Ludvíka XIV., roku 1648 (v 17 letech) v Ballet du dérèglement des passions.
Stal se ředitelem Académie Royale de Danse v roce 1671, a to i přes to, že nebyl zakládajícím členem (jak se často uvádí). Byl hlavním choreografem Troupe de Molière (Molièrovy skupiny), během let 1664-1673, také byl tanečním mistrem v Académie Royale de Musique a Compositeur des Ballets du Roi. Byl učitelem tance Ludvíka XIV. po dobu 22 let. Díky těmto funkcím pomáhal formovat francouzský barokní tanec.
Ve Versailles (na královském dvoře) fungoval jako choreograf a taneční mistr i po smrti Jeana-Baptiste Lullyho, v roce 1687.

## Vybrané práce
- Ballet de la Nuit (1653, autoři: Jean-Baptiste Boësset, Jean de Cambefort, Michel Lambert a Jean-Baptiste Lully)

### S Molièrem a Lullym
- Les Fâcheux, choreografie, hudební kompozice, dirigent orchestru (1661)
- Le Mariage forcé (1664)
- Le Bourgeois gentilhomme, ballets (1669)
- Monsieur de Pourceaugnac (1669)
- Les Amants magnifiques (1670)
- Psyché, balet (1671)
- Le Malade imaginaire, balet (1673)

### Původní choreografie proPierre Perrina
- Pomone (opera, 1671)

### Choreografie s Lullym
- L'Impatience (1661)
- La Naissance de Vénus (1665)
- Alceste (1674)
- Atys (1676)
- Isis (1677)
- Le Triomphe de l'amour, avec Pécour (1681)
- Ballet de la jeunesse (1686)